# Polnische Hussiten

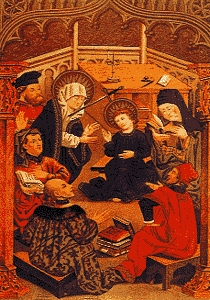
Hussitische Theologen debattieren vor König Władysław II. Jagiełło

Die Polnischen Hussiten waren im 15. Jahrhundert eine christliche Bewegung im Königreich Polen, die von den Lehren von Jan Hus beeinflusst wurden.

## Geschichte
Die hussitischen Bewegung schwappte bald von Böhmen über Schlesien ins Königreich Polen hinüber. Neben dem Dritten Stand und dem niederen Adel erfasste sie auch einen Teil der Feudalherren, insbesondere in Kleinpolen. Zu den polnischen Hussiten zählten unter anderem Spytko von Mahlstein, Mikołaj Lanckoroński z Brzezia, Henryk Andreas Kamieniecki, Abraham Zbąski und Dobiesław Puchała. König Władysław II. Jagiełło unterstützte zunächst die Polnischen Hussiten, musste jedoch auf Druck der Kirche einlenken und verabschiedete 1424 das Edikt von Wieluń. Der Krakauer Bischof Zbigniew Oleśnicki vereitelte auch, dass König Władysław II. Jagiełło oder bzw. sein Vetter Vytautas die ihnen von den Hussiten angetragene Krone Böhmens annahmen. 1433 verbündete sich jedoch Władysław II. Jagiełło mit den Hussiten, die Polen im Krieg des Deutschen Ordens gegen Polen (1431–1435) unterstützten. Ein herber Niederschlag für die hussistische Bewegung war die Schlacht bei Grotniki am 6. Mai 1439, in der das Heer des Bischofs Zbigniew Oleśnicki die Polnischen Hussiten unter Spytko von Mahlstein schlug und Spytko von Mahlstein getötet wurde. Gleichwohl blieben die Polnischen Hussiten noch bis zum Ende des 15. Jahrhunderts aktiv. Im 16. Jahrhundert gingen sie in den Böhmischen Brüdern auf, die vor allem in Großpolen tätig waren.